# CEDADE
 (février 2016).
Si vous disposez d'ouvrages ou d'articles de référence ou si vous connaissez des sites web de qualité traitant du thème abordé ici, merci de compléter l'article en donnant les références utiles à sa vérifiabilité et en les liant à la section « Notes et références ».
Le CEDADE ou Cercle espagnol des amis de l'Europe (en espagnol : Círculo Español de Amigos de Europa) est une organisation néonazie espagnole créée en 1965 à Barcelone. Sa vocation évolue rapidement : fondée comme un cercle d'admirateurs de Richard Wagner, ses membres, Otto Skorzeny (officier de commando allemand pendant la Seconde Guerre mondiale), Léon Degrelle, officier paramilitaire SS et fondateur en Belgique du rexisme, sans oublier les anciens combattants de la Division bleue, font évoluer l'idéologie de l'organisation, ancrée à l'extrême droite, du fascisme au néonazisme[réf. nécessaire].
Le groupe se dissout officiellement en octobre 1993[réf. nécessaire].